# Niyaz
Niyaz (نياز) — ірано-американський музичний колектив, створений діджеєм та продюсером Карменом Ріцо, співачкою Азам Алі та її чоловіком, Лога Рамін Торкяном.. Назва колективу з перської та урду перекладається як «жага».
Музика колективу, яку описують як «містичне звучання сучасної гостроти», є сумішшю суфійського містицизму та транс-електроніки. Niyaz поєднує перські, індійські та середземноморські пісні та поезію, у тому числі й твори Румі, з електронікою Заходу.
Творчість гурту поєднує суфійську поезію XIII ст. із «кружляючими, гіпнотизуючими барабанами». Альбом 2008 року з назвою Nine Heavens відрізнявся тим, що мав у собі два диски: другий диск складався з акустичних інтерпретацій композицій з першого диску.
Третій альбом, Sumud, з'явився навесні 2012 року, а 19 березня 2013 було реалізовано додаток до нього з шістьма піснями.
18 червня 2013 року Кармен Різо покинув гурт.